# كارلو ستيفانو رودريغيز
كارلو ستيفانو رودريغيز (بالإسبانية: Carlo Stefano Rodríguez)‏ (24 سبتمبر 1988 بغوادالاخارا في المكسيك - ) هو لاعب كرة قدم مكسيكي في مركز الهجوم. لعب مع نادي أوليسيس ونادي بانانتس ونادي تيكوس ونادي جامعة غوادالاخارا وأتلاتيكو إيرابواتو وCafetaleros de Chiapas ‏ وMurciélagos F.C. ‏.

## وصلات خارجية
- كارلو ستيفانو رودريغيز على موقع قاعدة بيانات كرة القدم.إي يو (الإنجليزية)
- كارلو ستيفانو رودريغيز على موقع Soccerway.com (الإنجليزية)
- كارلو ستيفانو رودريغيز على موقع عالم كرة القدم.نت (الإنجليزية)